# 'Round About Midnight
'Round About Midnight è un album di Miles Davis pubblicato nel 1957 dalla Columbia Records (Columbia CL 949).

## Storia
Inciso in tre separate sessioni in studio, questo album fu il primo pubblicato dal trombettista per la Columbia Records. La sua uscita fu ritardata per i vincoli imposti dagli accordi con la precedente etichetta. Era previsto infatti che Davis completasse la registrazione delle ultime tracce per la Prestige Records prima che fossero pubblicati dischi dalla Columbia.
Le sessioni di registrazione del disco (e delle tracce non comprese nel LP originale ma poi pubblicate nelle edizioni rimasterizzate su CD) furono alternate a quelle delle tracce per i celebri quattro album per la Prestige Records Cookin', Relaxin', Workin' e Steamin' with the Miles Davis Quintet.
La sessione del 26 ottobre 1955 fu la prima che Davis realizzò con il suo nuovo quintetto comprendente John Coltrane, Paul Chambers, Red Garland e Philly Joe Jones. Miles: The New Miles Davis Quintet, il primo disco con il quintetto uscito sul mercato, fu registrato poche settimane dopo e pubblicato dalla Prestige nel 1956. Nella prima sessione, che fu anche la più elaborata, furono incise molte versioni di Ah-Leu-Cha e di altri pezzi che non furono poi inclusi nel disco.
La seconda, anch'essa molto elaborata se confrontata con quelle dello stesso periodo per la Prestige, fu realizzata molti mesi dopo, il 5 giugno 1956. La terza e ultima fu realizzata il 10 settembre 1956. Durante questa seduta presso gli studi della Columbia, fu incisa la celebre versione di 'Round Midnight. Anche questa terza sessione fu molto elaborata. Curiosamente, invece, 'Round Midnight, incisa alla fine della lunga seduta, fu registrata solo una volta (fatta salva una "falsa partenza").
Poco prima dell'uscita del disco Davis sciolse il quintetto a causa dei problemi di droga e caratteriali degli altri componenti (essenzialmente Coltrane e Jones). La formazione sarebbe poi stata ricostituita come sestetto, con l'aggiunta di Cannonball Adderley, alla fine del 1957.
La celebre esecuzione di 'Round Midnight presente in questo album riprende quella - di grande successo - del Festival Jazz di Newport del 1955. In quell'occasione, nel corso di una esibizione all stars, Davis riacquistò presso il pubblico e la critica la visibilità che aveva perso negli anni precedenti, quando problemi di droga e di salute lo avevano fatto praticamente scomparire dalla scena del jazz.

### Legacy Edition
L'album fu rimasterizzato e ripubblicato nel 2001 con quattro brani aggiuntivi registrati nelle tre sessioni non presenti nel vinile originale.
Nel 2005 è stata pubblicata, sotto etichetta Legacy, una versione dell'album contenente un secondo CD con materiale dal vivo.
Il disco aggiuntivo contiene la citata versione di 'Round Midnight registrata al Festival Jazz di Newport il 17 luglio 1955 con Thelonious Monk.
Il resto del CD contiene l'inedita registrazione di una esibizione tenuta dal quintetto al Civic Auditorium di Pasadena il 18 febbraio 1956 per conto del disc jockey ed impresario Gene Norman.

## Tracce
1. 'Round Midnight (Thelonious Monk, Cootie Williams e Bernie Hanigen) - 5:55
2. Ah-Leu-Cha (Charlie Parker) - 5:53
3. All of You (Cole Porter) - 7:01
4. Bye Bye Blackbird (M. Dixon, R. Henderson) - 7:54
5. Tadd's Delight (Tadd Dameron) - 4:26
6. Dear Old Stockholm (tradizionale, arr. Stan Getz) - 7:49
7. Two Bass Hit (Dizzy Gillespie, John Lewis) - 3:45 [6]
8. Little Melonae (Jackie Mclean) - 7:18 [6]
9. Budo (Bud Powell, Miles Davis) - 4:14 [6]
10. Sweet Sue, Just You (W.J. Harris, V. Young) - 3:39 [6]

Legacy Edition CD 2
1. 'Round Midnight (Thelonious Monk, Cootie Williams e Bernie Hanigen) - 6:00
2. Introduction by Gene Norman - 1:35
3. Chance It (aka Max Is Making Wax) (Oscar Pettiford) - 4:33
4. Walkin' (R. Carpenter) - 10:02
5. Gene Norman & Miles Davis - 0:27
6. It Never Entered My Mind (R. Rodgers, L. Hart) - 5:17
7. Woody 'N You (Dizzie Gillespie) - 5:46
8. Salt Peanuts (D. Gillespie, K. Clarke) - 4:33
9. The Theme (Miles Davis) - 0:28

Traccia 1 registrata dal vivo al Newport Jazz Festival il 17 luglio 1955; le restanti registrate dal vivo al Civic Auditorium di Pasadena il 18 febbraio 1956.

## Formazione
- Miles Davis - tromba
- John Coltrane - sax tenore
- Red Garland - pianoforte
- Paul Chambers - contrabbasso
- Philly Joe Jones - batteria

Legacy Edition, CD 2, traccia 1 ('Round Midnight, Newport, 17 luglio 1955):
- Miles Davis - tromba
- Zoot Sims - sax tenore
- Gerry Mulligan - sax baritono
- Thelonious Monk - pianoforte
- Percy Heath - contrabbasso
- Connie Kay - batteria